# Litava
Litava es un municipio del distrito de Krupina en la región de Banská Bystrica, Eslovaquia, con una población estimada a final del año 2024 de 727 habitantes.
Se encuentra ubicado al oeste de la región, sobre los montes Centrales Eslovacos (Cárpatos occidentales), a poca distancia al sur del río Hron —un afluente izquierdo del Danubio— y al este de la región de Nitra.

## Demografía
| Año        | 1994 | 2004    | 2014    | 2024    |
| ---------- | ---- | ------- | ------- | ------- |
| Población  | 822  | 809     | 768     | 727     |
| Diferencia |      | −1,58 % | −5,06 % | −5,33 % |

| Año        | 2023 | 2024    |
| ---------- | ---- | ------- |
| Población  | 738  | 727     |
| Diferencia |      | −1,49 % |